# Aedes thibaulti
Aedes thibaulti é um espécie de mosquito do Género Aedes, pertencente à família Culicidae.